# Aloe falcata
Aloe falcata é uma espécie de liliopsida do gênero Aloe, pertencente à família Asphodelaceae.